# Dobranje (żupania splicko-dalmatyńska)
Dobranje – wieś w Chorwacji, w żupanii splicko-dalmatyńskiej, w gminie Cista Provo. W 2011 roku liczyła 161 mieszkańców.